# Tipi di batterie

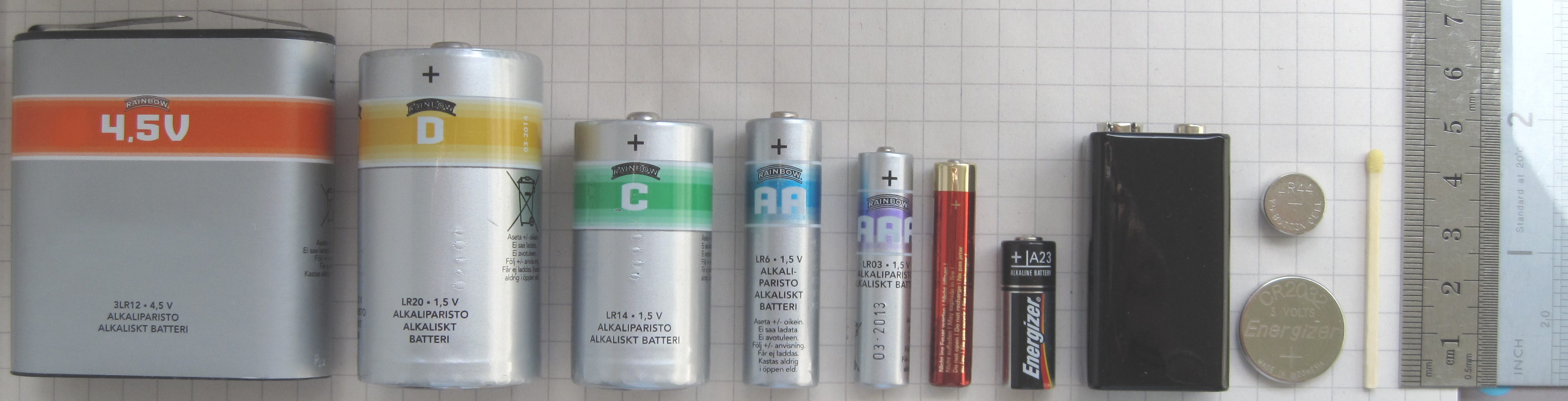
Vari tipi di batterie: da sinistra, batteria da 4,5 volt, torcia (D), mezza torcia (C), stilo (AA), mini stilo (AAA), AAAA, A23, 9 volt, e due pile a bottone.

La grande quantità di tipi di batterie a secco disponibili evidenzia che nel tempo sono stati sviluppati molti standard, differenziati sia da parte dei costruttori sia in ogni paese, prima che fossero emesse norme internazionali sulle caratteristiche chimiche, elettriche, dimensionali e costruttive. Attualmente norme tecniche per le dimensioni e le caratteristiche chimiche ed elettriche delle batterie sono pubblicate da organizzazioni come la Commissione Elettrotecnica Internazionale (IEC) e l'American National Standards Institute (ANSI). Alcuni tipi di batteria già presenti sul mercato sono stati inclusi negli standard internazionali data la loro ampia diffusione.
La nomenclatura per una batteria deve comprendere: le dimensioni, le caratteristiche fisiche, la chimica utilizzata, le modalità dei terminali di connessione e altri particolari costruttivi; negli ultimi anni per alcuni tipi di batterie si è resa necessaria la diffusione di specifiche norme di utilizzo, che sono di particolare importanza sia per una maggiore durata delle batterie, sia per la sicurezza degli utilizzatori. Altro argomento importante riguarda lo smaltimento delle batterie giunte al termine della loro vita utile, infatti i materiali impiegati nella loro costruzione sono tutti inquinanti - in una misura che dipende dalla tecnologia chimica utilizzata e molti paesi possiedono normative sullo smaltimento e relativa legislazione, anche di carattere penale.
La dimensione di una batteria e il suo formato non sono gli unici elementi da prendere in considerazione per la sua sostituzione; infatti le batterie possono avere caratteristiche differenti e l'intercambiabilità deve tenere conto di tutti i parametri disponibili.
Una batteria può essere costituita da una, due o più celle in un unico involucro, come - ad esempio - la 2CR5 (due celle al litio) o la 4LR44 (quattro cellule LR44), o la 1604 (batteria da 9 volt, che ha sei celle).

## Chimica delle batterie
La tensione nominale di una batteria (espressa in volt - V), dipende dalla tecnologia chimica che utilizza, e non dalla sua dimensione fisica che, diversamente, influenza la sua corrente (espressa in ampere - A). Ad esempio, le batterie primarie (ovvero, non ricaricabili) alcaline hanno una tensione nominale di 1,5 volt. Le batterie secondarie (ovvero, ricaricabili) al NiCd (nichel-cadmio) e al NiMH (nichel-metallo idruro), tipicamente hanno una uscita di 1,25 volt per cella. Conseguentemente, una eventuale sostituzione di una batteria primaria con una di uguale forma e dimensione ma di tipo secondario, potrebbe in effetti impedire il regolare funzionamento di dispositivi destinati a essere alimentati con batterie primarie, data la riduzione della tensione a disposizione.
Perciò, la denominazione completa della batteria individua non solo le dimensioni, la forma e la disposizione dei terminali di connessione elettrica della batteria, ma anche la chimica (e quindi la tensione per cella); ad esempio, una batteria CR123 è sempre con tecnologia chimica LiMnO2 ('litio') e, conseguentemente, con una tensione nominale di 3V.
Queste le principali batterie e relative tecnologie utilizzate (la produzione di batterie al mercurio è cessata):
- Batterie alcaline
- Batterie al litio (Li-Ion)
- Batterie al litio-polimero (Li-Po)
- Batteria al litio-ferro-fosfato (LiFePO4)
- Batteria litio-titanato (LTO)
- Batteria al litio-ossido di cobalto (LiCo2O4)
- Batteria al litio-ossido di manganese (LiMn2O4)
- Batteria al litio-zolfo (LiS)
- Batterie al nichel-cadmio (Ni-Cd)
- Batterie al nichel-metallo idruro (Ni-MH)
- Batterie zinco-carbone
- Pila zinco-aria

## Batterie d'uso comune

### Batterie cilindriche
Queste batterie sono tutte a cella singola.
Le alcaline o a zinco-carbone danno ai morsetti circa 1,5 volt a cella se nuove, altri tipi ne possono dare da 1,2 V (b. al nichel-cadmio) a 3,0 V (b. al litio).
| Nome comune       | Chimica       | Nome IEC 60086 | Nome ANSI | Capacità tipica (mAh) | Tensione nominale (V) | Note | Immagine con dimensioni e connessioni elettriche |
| ----------------- | ------------- | -------------- | --------- | --------------------- | --------------------- | --- | ------------------------------------------------ |
| AAAA (Microstilo) | Alcalina      | R8D425         | 25        | 500-600               | 1,5                   | Utilizzata in piccoli dispositivi come puntatori laser, penne a LED, stilo per computer alimentati, glucometri                                                                                                |                                                  |
| AAA (Mini stilo)  | Alcalina      | LR03           | 24A       | 1200                  | 1,5                   | Introdotta nel 1911, ma aggiunta come standard ANSI nel 1959. |                                                  |
| AAA (Mini stilo)  | Zinco-carbone | R03            | 24D       | 540                   | 1,5                   | Introdotta nel 1911, ma aggiunta come standard ANSI nel 1959. |                                                  |
| AAA (Mini stilo)  | Ni-MH         | HR03           |           | 800-1200              | 1,2                   | Introdotta nel 1911, ma aggiunta come standard ANSI nel 1959. |                                                  |
| AAA (Mini stilo)  | Ni-Cd         | KR03           |           |                       | 1,2                   | Introdotta nel 1911, ma aggiunta come standard ANSI nel 1959. |                                                  |
| AAA (Mini stilo)  | Li–FeS2       | FR03           | 24LF      |                       |                       | Introdotta nel 1911, ma aggiunta come standard ANSI nel 1959. |                                                  |
| AAA (Mini stilo)  | NiOOH         | ZR03           |           |                       |                       | Introdotta nel 1911, ma aggiunta come standard ANSI nel 1959. |                                                  |
| AAA (Mini stilo)  | NiZn          |                |           | 550                   | 1,6                   | Introdotta nel 1911, ma aggiunta come standard ANSI nel 1959. |                                                  |
| AA (Stilo)        | Alcalina      | LR6            | 15A       | 2700                  | 1,5                   | Introdotta nel 1907, ma aggiunta come standard ANSI nel 1947. |                                                  |
| AA (Stilo)        | Zinco-Carbone | R6             | 15D       | 1100                  | 1,5                   | Introdotta nel 1907, ma aggiunta come standard ANSI nel 1947. |                                                  |
| AA (Stilo)        | Ni-MH         | HR6            | 1.2H2     | 1700-2700             | 1,2                   | Introdotta nel 1907, ma aggiunta come standard ANSI nel 1947. |                                                  |
| AA (Stilo)        | Ni-Cd         | KR157/51       | 1.2K2     | 600-1000              | 1,2                   | Introdotta nel 1907, ma aggiunta come standard ANSI nel 1947. |                                                  |
| AA (Stilo)        | Li–FeS2       | FR6            | 15LF      | 3000                  |                       | Introdotta nel 1907, ma aggiunta come standard ANSI nel 1947. |                                                  |
| AA (Stilo)        | NiOOH         | ZR6            |           |                       |                       | Introdotta nel 1907, ma aggiunta come standard ANSI nel 1947. |                                                  |
| AA (Stilo)        | NiZn          |                |           | 1500                  | 1,6                   | Introdotta nel 1907, ma aggiunta come standard ANSI nel 1947. |                                                  |
| C (Mezza torcia)  | Alcalina      | LR14           | 14A       | 8000                  | 1,5                   | Può essere rimpiazzata con una batteria AA, che possiede un'altezza quasi identica, preferibilmente usando un apposito involucro di plastica (stub case), per compensare la rilevante differenza di diametro. |                                                  |
| C (Mezza torcia)  | Zinco-Carbone | R14            | 14D       | 3800                  | 1,5                   | Può essere rimpiazzata con una batteria AA, che possiede un'altezza quasi identica, preferibilmente usando un apposito involucro di plastica (stub case), per compensare la rilevante differenza di diametro. |                                                  |
| C (Mezza torcia)  | Ni-MH         | HR14           |           | 4500-6000             | 1,2                   | Può essere rimpiazzata con una batteria AA, che possiede un'altezza quasi identica, preferibilmente usando un apposito involucro di plastica (stub case), per compensare la rilevante differenza di diametro. |                                                  |
| C (Mezza torcia)  | Ni-Cd         | KR14           |           |                       | 1,2                   | Può essere rimpiazzata con una batteria AA, che possiede un'altezza quasi identica, preferibilmente usando un apposito involucro di plastica (stub case), per compensare la rilevante differenza di diametro. |                                                  |
| C (Mezza torcia)  | NiOOH         | ZR14           |           |                       |                       | Può essere rimpiazzata con una batteria AA, che possiede un'altezza quasi identica, preferibilmente usando un apposito involucro di plastica (stub case), per compensare la rilevante differenza di diametro. |                                                  |
| D (Torcia)        | Alcalina      | LR20           | 13A       | 12000                 | 1,5                   | Introdotta nel 1898 come la prima batteria per torcia elettrica. |                                                  |
| D (Torcia)        | Zinco-Carbone | R20            | 13D       | 8000                  | 1,5                   | Introdotta nel 1898 come la prima batteria per torcia elettrica. |                                                  |
| D (Torcia)        | Ni-MH         | HR20           |           | 2200-12000            | 1,2                   | Introdotta nel 1898 come la prima batteria per torcia elettrica. |                                                  |
| D (Torcia)        | Ni-Cd         | KR20           |           | 4000                  | 1,2                   | Introdotta nel 1898 come la prima batteria per torcia elettrica. |                                                  |
| D (Torcia)        | NiOOH         | ZR20           |           |                       |                       | Introdotta nel 1898 come la prima batteria per torcia elettrica. |                                                  |

### Batterie rettangolari
| Nome comune         | Chimica              | Nome IEC 60086 | Nome ANSI | Capacità tipica (mAh) | Volt nominali (V) | Numero di celle | Note | Immagine con dimensioni                               |
| ------------------- | -------------------- | -------------- | --------- | --------------------- | ----------------- | --------------- | --- | ----------------------------------------------------- |
| 4,5 volt            | Alcalina             | 3LR12          | 3LR12     | 6100                  | 4,5               | 3               | Batteria introdotta nel 1901. Molto comune in Europa continentale fino agli anni '70. Generalmente è composta da 3 pile tipo B poste in serie. | Altezza:67 mm Larghezza:62 mm Spessore:22 mm          |
| 4,5 volt            | Zinco-Carbone        | 3R12           | 3R12      | 1200                  | 4,5               | 3               | Batteria introdotta nel 1901. Molto comune in Europa continentale fino agli anni '70. Generalmente è composta da 3 pile tipo B poste in serie. | Altezza:67 mm Larghezza:62 mm Spessore:22 mm          |
| 9 volt o transistor | Alcalina             | 6LR61          | 1604A     | 565                   | 9                 | 6               | Aggiunta come standard ANSI nel 1959 | Altezza: 48,5 mm Larghezza: 26,5 mm Spessore: 17,5 mm |
| 9 volt o transistor | Zinco-Carbone        | 6F22           | 1604D     | 400                   | 9                 | 6               | Aggiunta come standard ANSI nel 1959 | Altezza: 48,5 mm Larghezza: 26,5 mm Spessore: 17,5 mm |
| 9 volt o transistor | NiMH                 | 6HR61          | 7.2H5     | 175-300               | 7,2 - 8,4 - 9,6   | 6 - 7 - 8       | Aggiunta come standard ANSI nel 1959 | Altezza: 48,5 mm Larghezza: 26,5 mm Spessore: 17,5 mm |
| 9 volt o transistor | NiCd                 | 6KR61          | 11604     | 120                   | 7,2 - 8,4 - 9,6   | 6 - 7 - 8       | Aggiunta come standard ANSI nel 1959 | Altezza: 48,5 mm Larghezza: 26,5 mm Spessore: 17,5 mm |
| 9 volt o transistor | Li                   |                | 1604LC    | 1200                  | 9                 | 3               | Aggiunta come standard ANSI nel 1959 | Altezza: 48,5 mm Larghezza: 26,5 mm Spessore: 17,5 mm |
| 9 volt o transistor | Li-Poly ricaricabile |                |           | 500                   |                   |                 | Aggiunta come standard ANSI nel 1959 | Altezza: 48,5 mm Larghezza: 26,5 mm Spessore: 17,5 mm |

## Batterie per fotocamera
L'utilizzo iniziale per questo tipo di batterie era quasi esclusivamente limitato alle fotocamere a pellicola fotografica nei formati 35 mm e APS-C. Dopo il 1985 si è poi diffuso ad altri dispositivi (ad esempio, sensori di presenza per sistemi antifurto o sensori per la rilevazione di fumo o sostanze chimiche). L'idea iniziale era di ottenere la riduzione dell'ingombro e peso della fotocamera alimentata da 2 batterie stilo tipo AA con una CR123A, in virtù del miglior rapporto tra energia, peso e ingombro tipici del litio. Tale soluzione era in contrasto con la difficile reperibilità delle batterie al litio e dei costi eccessivi, in parte dovuti al numero ristretto di produttori: Sanyo, Panasonic e Duracell. Oggi tale batteria risulta in parziale dismissione anche se i costi si sono ridotti del 75% circa. Ma questo formato di batteria ha aperto la strada alle nuove batterie ricaricabili tipo 16340 (Ioni di litio) di pari ingombro, che stanno incominciando a diffondersi su mercato.

### CR123A
Batteria al litio di forma cilindrica. 
| Nome comune | Chimica            | Nome IEC 60086 | Nome ANSI | Capacità tipica (mAh) | Volt nominali (V) | Immagine con dimensioni e connessioni elettriche |
| ----------- | ------------------ | -------------- | --------- | --------------------- | ----------------- | ------------------------------------------------ |
| CR123A      | Litio              | CR17345        | 5018LC    | 1500                  | 3                 |                                                  |
| CR123A      | Litio ricaricabile |                |           | 700                   | 3,6               |                                                  |

## Batterie a bottone

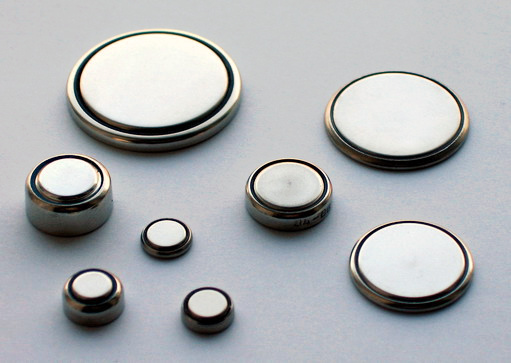
Alcune batterie a bottone di formati diversi.

Nelle batterie a bottone il polo positivo è formato dalla parte superiore (dove normalmente sono stampigliate marca, modello e il simbolo "+") e dalla superficie laterale, mentre quello negativo è formato dalla parte inferiore (liscia, normalmente senza stampigliature) all'interno del cerchio scuro.

### Batterie al litio

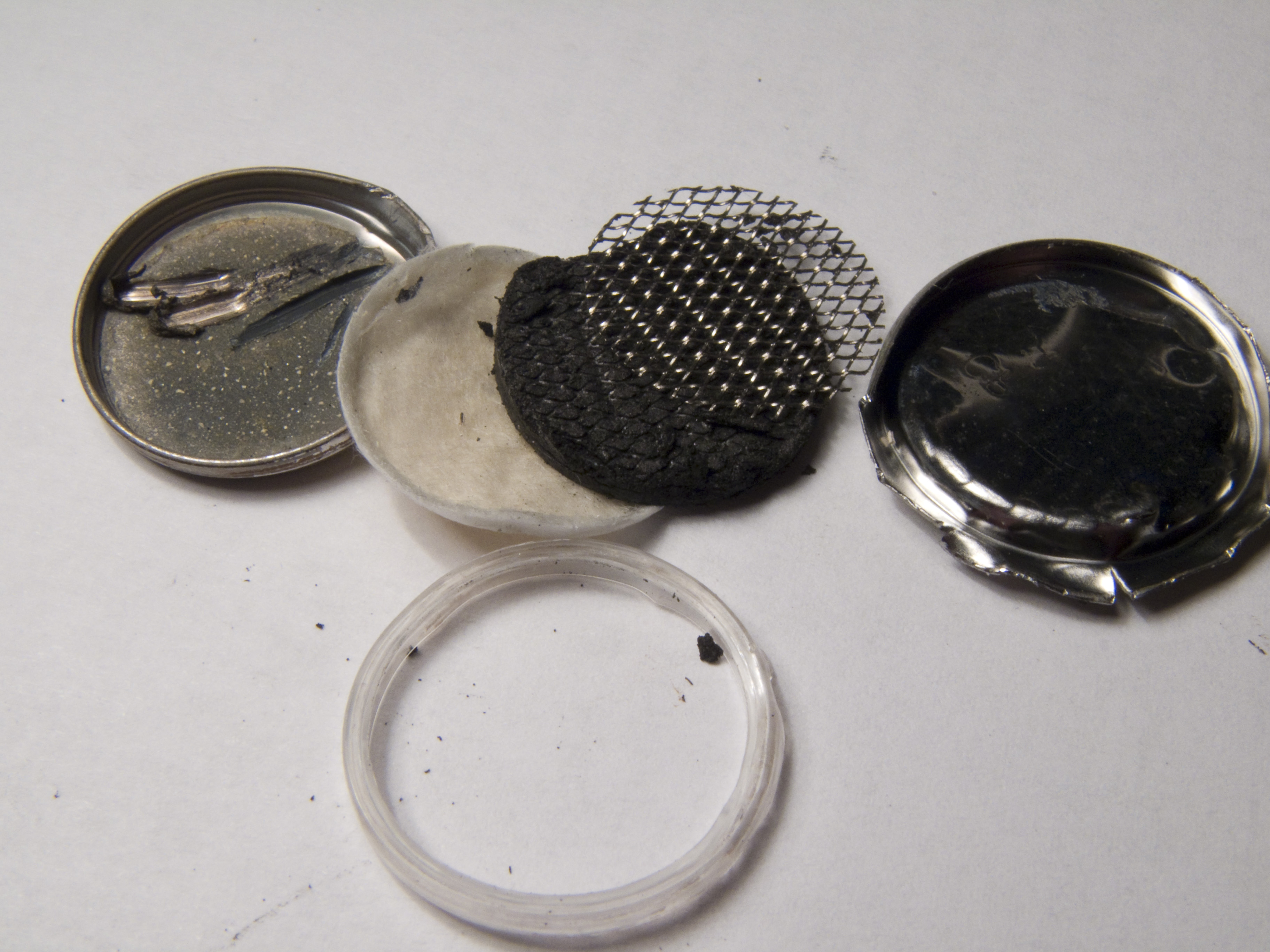
Una batteria a bottone CR2032 smontata.

Il prefisso "CR" indica che sono celle al diossido di manganese e litio; tuttavia è possibile trovare anche il prefisso "BR", che identifica le celle al monofluoruro di carbonio (polimerico) e litio.
Tutte queste batterie al litio forniscono 3 volt sotto carico, mentre quando il circuito è aperto la tensione è di 3,6 V.
| Designazione IEC 60086 | Designazione ANSI C18/ NEDA | Capacità tipica [mAh] | Note | Dimensioni [mm] Diametro × altezza |
| ---------------------- | --------------------------- | --------------------- | --- | ---------------------------------- |
| CR927                  |                             | 30                    | | 9,5 × 2,7                          |
| CR1025                 | 5033LC                      | 30                    | Corrente standard di scaricamento: 0,1 mA                                                                                      | 10,0 × 2,5                         |
| CR1130                 |                             | 70                    | Corrente standard di scaricamento: 0,1 mA                                                                                      | 11,5 × 3,0                         |
| CR1216                 | 5034LC                      | 25                    | Corrente standard di scaricamento: 0,1 mA                                                                                      | 12,5 × 1,6                         |
| CR1220                 | 5012LC                      | 35–40                 | Corrente standard di scaricamento: 0,1 mA, 0,03 mA (BR)                                                                        | 12,5 × 2,0                         |
| CR1225                 | 5020LC                      | 50                    | Corrente standard di scaricamento: 0,2 mA. Corrente massima di scaricamento: 1 mA. È considerata obsoleta.                     | 12,5 × 2,5                         |
| CR1612                 |                             |                       | | 16 × 1,2                           |
| CR1616                 |                             | 50–55                 | Corrente standard di scaricamento: 0,1 mA                                                                                      | 16 × 1,6                           |
| CR1620                 | 5009LC                      | 75–78                 | Corrente standard di scaricamento: 0,1 mA                                                                                      | 16,0 × 2,0                         |
| CR1632                 |                             | 140 (CR) 120 (BR)     | Corrente standard di scaricamento: 0,1 mA, 0,03 mA (BR)                                                                        | 16,0 × 3,2                         |
| CR2012                 |                             | 55                    | Corrente standard di scaricamento: 0,1 mA                                                                                      | 20,0 × 1,2                         |
| CR2016                 | 5000LC                      | 90                    | Corrente standard di scaricamento: 0,1 mA, 0,03 mA (BR).                                                                       | 20,0 × 1,6                         |
| CR2025                 | 5003LC                      | 160–165               | Corrente standard di scaricamento: 0,2 mA.                                                                                     | 20,0 × 2,5                         |
| CR2032                 | 5004LC                      | 225 (CR) 190 (BR)     | Corrente standard di scaricamento: 0,2 mA, 0,03 mA (BR). Corrente massima di scaricamento: 3 mA.                               | 20,0 × 3,2                         |
| CR2320                 |                             | 110-175               | | 23,0 × 2,0                         |
| CR2325                 |                             | 165-210               | | 23,0 × 2,5                         |
| CR2330                 |                             | 265 (CR) 255(BR)      | Corrente standard di scaricamento: 0,2 mA, 0,03 mA (BR)                                                                        | 23,0 × 3,0                         |
| CR2354                 |                             | 560                   | Corrente standard di scaricamento: 0,2 mA                                                                                      | 23,0 × 5,4                         |
| CR2412                 |                             | 100                   | Corrente standard di scaricamento: 0,2 mA. Usata in alcuni orologi Seiko.                                                      | 24,5 × 1,2                         |
| CR2430                 | 5011LC                      | 270–290               | | 24,5 × 3,0                         |
| CR2450                 | 5029LC                      | 610–620               | Usata in dispositivi portatili che richiedono una corrente elevata (30 mA) e una lunga durata della batteria (fino a 10 anni). | 24,5 × 5,0                         |
| CR2477                 |                             | 1000                  | Corrente standard di scaricamento: 0,2 mA                                                                                      | 24,5 × 7,7                         |
| CR3032                 |                             | 500–560 (CR) 500 (BR) | Corrente standard di scaricamento: 0,2 mA, 0,03 mA (BR)                                                                        | 30,0 × 3,2                         |
| CR11108                |                             | 160                   | È anche chiamata CR1/3N. | 11,8 × 11,0                        |

### Batterie all'ossido di argento e alcaline

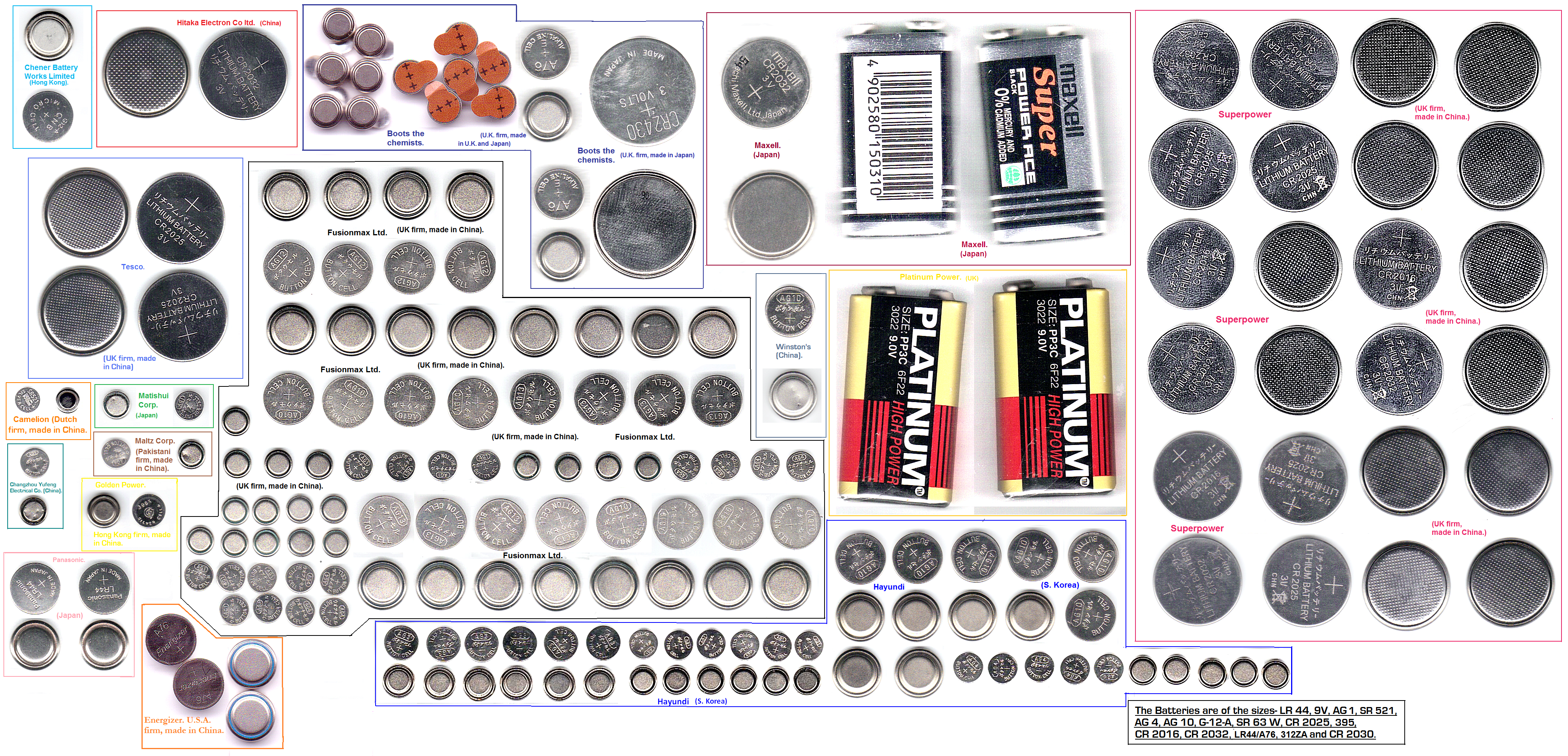
Diversi formati di batterie a bottone. Alcune sono alcaline mentre altre all'ossido d'argento. Le quattro batterie da 9 volt sono state aggiunte per avere un riferimento per le dimensioni.

La serie SR di batterie sono all'ossido di argento e forniscono una tensione di 1,55 volt, mentre la serie LR sono alcaline e forniscono 1,50 V. Il prefisso "SG" indica che la batteria è una versione all'ossido di argento di una batteria alcalina con prefisso "AG". Poiché non c'è una regola universale sull'uso di queste quattro designazioni, esse sono intercambiabili e si può facilmente trovare la stessa batteria ma con designazioni diverse. L'unica differenza è che le batterie all'ossido di argento normalmente hanno il 50% di capacità in più di quelle equivalenti alcaline e solitamente anche una tensione costante, mentre quella delle batterie alcaline diminuisce con l'uso; tuttavia le seconde sono più economiche delle prime. Per dispositivi che richiedono una tensione costante si usano di solito le batterie all'ossido di argento.
Le batterie che seguono la norma IEC 60086-3 prendono il suffisso "W".
Nella tabella la lettera "L" identifica le batterie alcaline, mentre la "S" quelle all'ossido di argento.
| Nome comune | Altri nomi                                        | Designazione IEC      | Designazione ANSI/NEDA           | Capacità tipica [mAh]   | Dimensioni [mm] Diametro × altezza |
| ----------- | ------------------------------------------------- | --------------------- | -------------------------------- | ----------------------- | ---------------------------------- |
| SR41        | AG3/SG3 LR41 192/384/392                          | LR736 (L) SR736 (S)   | 1135SO (S) 1134SO (S)            | 25–32 (L) 38–45 (S)     | 7,9 × 3,6                          |
| SR42        | SR1136SW 344/350                                  |                       |                                  | 100 (S)                 | 11,6 × 3,6                         |
| SR43        | AG12/SG12 LR43 186/301/386                        | LR1142 (L) SR1142 (S) | 1133SO (S) 1132SO (S)            | 80 (L) 120–125 (S)      | 11,6 × 4,2                         |
| SR44        | AG13/SG13 LR44/LR154 A76/S76 157/303/357 GPA76    | LR1154 (L) SR1154 (S) | 1166A (L) 1107SO (S) 1131SOP (S) | 110–150 (L) 170–200 (S) | 11,6 × 5,4                         |
| SR45        | AG9/SG9 LR45 194/380/394                          | LR936 (L) SR936 (S)   |                                  | 48 (L) 55–70 (S)        | 9,5 × 3,6                          |
| SR48        | AG5/SG5 LR48 193/309/393                          | LR754 (L) SR754 (S)   | 1136SO (S) 1137SO (S)            | 52 (L) 70 (S)           | 7,9 × 5,4                          |
| SR54        | AG10/SG10 LR54 189/387/389/390 LR1130/SR1130      | LR1131 (L) SR1131 (S) | 1138SO (S)                       | 44–68 (L) 80–86 (S)     | 11,6 × 3,1                         |
| SR55        | AG8/SG8 LR55 191/381/391 LR1120/SR1120            | LR1121 (L) SR1121 (S) | 1160SO (S)                       | 40–42 (L) 55–67 (S)     | 11,6 × 2,1                         |
|             | 365/366/S16/608                                   | SR1116SW              |                                  | 28-40                   | 11,6 x 1,65                        |
| SR57        | AG7/SG7 LR57 195/395/399 LR927/SR927 SR927W/GR927 | LR926 (L) SR926 (S)   | 116550 (S)                       | 46 (L) 55–67 (S)        | 9,5 × 2,7                          |
| SR58        | AG11/SG11 LR58 162/361/362                        | LR721 (L) SR721 (S)   | 1158SO (S)                       | 18–25 (L) 33–36 (S)     | 7,9 × 2,1                          |
| SR59        | AG2/SG2 LR59 196/396/397                          | LR726 (L) SR726 (S)   | 1163SO (S)                       | 26 (L) 30 (S)           | 7,9 × 2,6                          |
| SR60        | AG1/SG1 LR60 164/363/364                          | LR621 (L) SR621 (S)   | 1175SO (S)                       | 13 (L) 20 (S)           | 6,8 × 2,1                          |
| SR63        | AG0/SG0 LR63 379                                  | LR521 (L) SR521 (S)   |                                  | 10 (L) 18 (S)           | 5,8 × 2,1                          |
| SR64        | SR527SW 319                                       |                       |                                  | 16 (S)                  | 5,8 × 2,7                          |
| SR614       | SR614SW 339                                       |                       |                                  | 11 (S)                  | 6,8 × 1,4                          |
| SR65        | SR616SW 321                                       |                       |                                  | 14,5 (S)                | 6,8 × 1,65                         |
| SR66        | AG4/SG4 LR66 177/376/377 SR626SW                  | LR626 (L) SR626 (S)   | 1176SO (S)                       | 12–18 (L) 26 (S)        | 6,8 × 2,6                          |
| SR67        | SR716SW 315                                       |                       |                                  | 19 (S)                  | 7,9 × 1,6                          |
| SR731       | SR731SW 329                                       |                       |                                  | 37 (S)                  | 7,9 × 3,1                          |
| SR68        | SR916SW 373                                       |                       |                                  | 29 (S)                  | 9,5 × 1,6                          |
| SR69        | AG6/SG6 LR69 171/370/371 LR920/SR920              | LR921 (L) SR921 (S)   |                                  | 30 (L) 55 (S)           | 9,5 × 2,1                          |
| SR512       | SR512SW 335                                       |                       |                                  | 6 (S)                   | 5,8 × 1,2                          |
| SR516       | SR516SW 317                                       | LR516 (L) SR516 (S)   |                                  | 11 (S)                  | 5,8 × 1,6                          |
| SR416       | SR416SW 337                                       | LR416 (L) SR416 (S)   |                                  | 8 (S)                   | 4,8 × 1,6                          |
| SR712       | SR712SW 346                                       |                       |                                  | 10 (S)                  | 7,9 × 1,3                          |
| SR714       | SR714SW 341                                       |                       |                                  | 15 (S)                  | 7,9 × 1,4                          |
| LR732       |                                                   | LR732 (L)             |                                  | 20-25 (L)               | 7,0 × 3,1                          |
| LR932       |                                                   | LR932 (L)             |                                  | 40 (L)                  | 9,3 × 3,2                          |

### Batterie zinco-aria

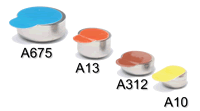
Le più comuni batterie zinco-aria a bottone.

Le batterie zinco-aria a bottone usano l'ossigeno nell'aria come elettrodo e hanno un'elevata capacità in rapporto alla loro dimensione. Ognuna di esse necessita di circa 1 cm³ di aria al minuto per scaricarsi a 10 mA. Queste batterie sono usate comunemente negli apparecchi acustici. Normalmente hanno un cappuccio che tiene separata l'aria dall'altro elettrodo (fatto di zinco); alcune settimane dopo aver rimosso la copertura, la batteria si esaurisce. Sotto carico forniscono una tensione di 1,2 volt.
| Nome comune | Altri nomi | Designazione IEC | Designazione ANSI/NEDA | Capacità tipica [mAh] | Note            | Dimensioni [mm] Diametro × altezza |
| ----------- | ---------- | ---------------- | ---------------------- | --------------------- | --------------- | ---------------------------------- |
| 5           | AC5        | PR63             | 7012ZD                 | 33                    | Non più in uso. | 5,8 × 2,5                          |
| 10          | Yellow tab | PR70             | 7005ZD                 | 91                    |                 | 5,8 × 3,6                          |
| 13          | Orange tab | PR48             | 7000ZD                 | 280                   |                 | 7,9 × 5,4                          |
| 312         | Brown tab  | PR41             | 7002ZD                 | 160                   |                 | 7,9 × 3,6                          |
| 675         | Blue tab   | PR44             | 7003ZD                 | 600                   |                 | 11,6 × 5,4                         |
| AC41E       |            | PR43             | 7001Z                  | 390                   | Non più in uso. | 11,6 × 4,2                         |

## Altri tipi

### 18650

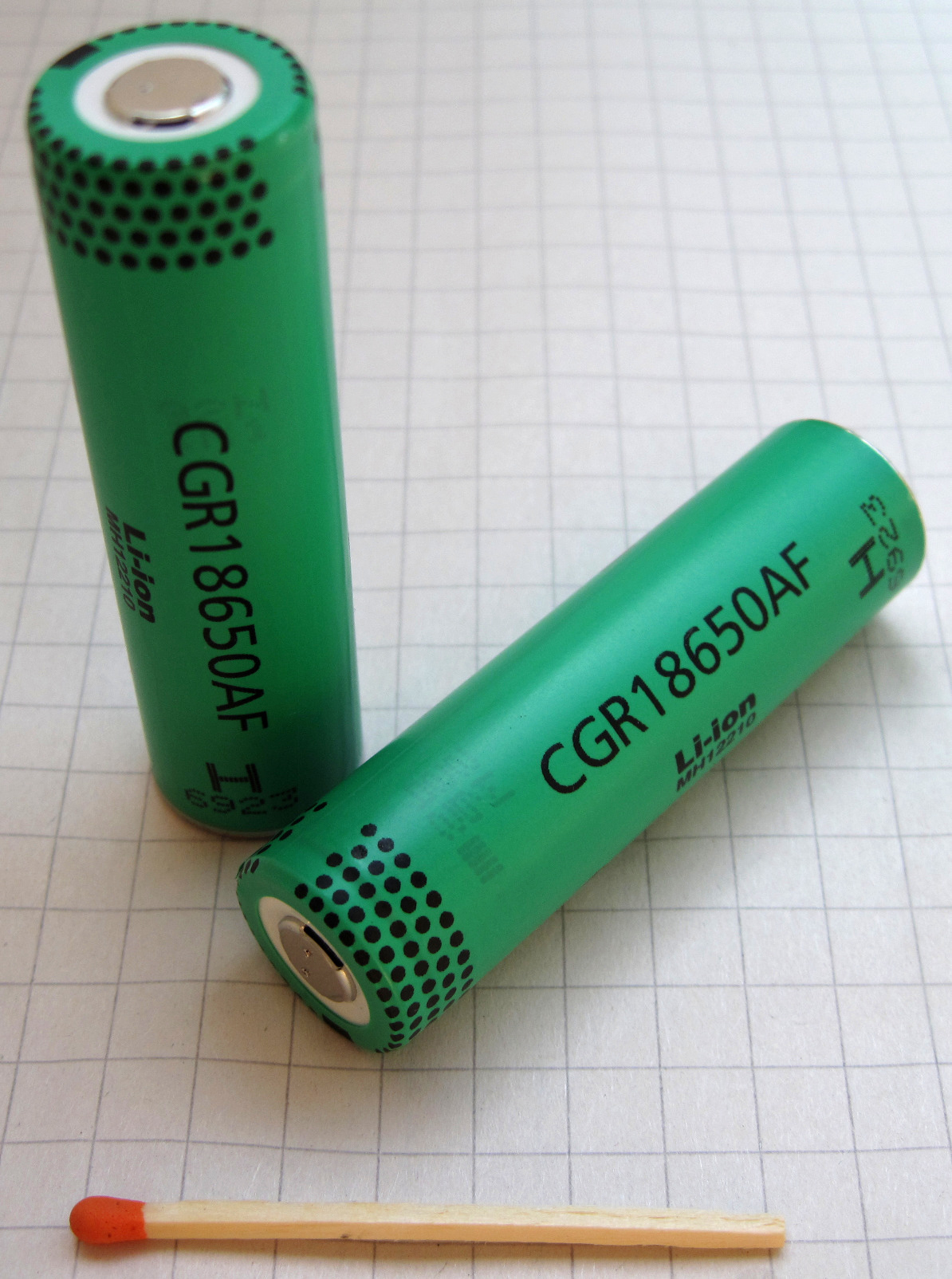
Due batterie 18650 agli ioni di litio.

La 18650 è un tipo di batteria ricaricabile agli ioni di litio (LiIon) o agli ioni di sodio, viene utilizzato in molte batterie per computer portatili, utensili elettrici a batteria, alcune auto elettriche, scooter elettrici, nella maggior parte delle bici elettriche (e-bike), in sigarette elettroniche e torce a LED.
Attorno all'anno 2000 l'uso di questo tipo di accumulatore nei "pacchi batterie" per computer portatili ha sostituito completamente quelle al nickel-cadmio. I principali promotori di questo tipo di accumulatori sono le aziende Sanyo, Sony e Panasonic; inizialmente venivano prodotte solo in Giappone.

#### Caratteristiche
La tensione di lavoro di una 18650 va da 4,2 V a piena carica a 3~3,2 V, quando bisogna interrompere la scarica per evitare che si danneggi. Viene dichiarata con una tensione nominale pari al valore medio di 3,6~3,7 V e va caricata a una tensione massima di 4,2 V. Con tensioni superiori può incendiarsi e anche esplodere. Le sue dimensioni fisiche si aggirano sui 65 mm per 18 di diametro (da cui la sigla che le identifica).
Spesso più elementi di 18650 vengono assemblati in serie per ottenere tensioni fino a 48 volt o superiori (vedi p.e. battery pack per bici elettriche), mentre per aumentare la corrente vengono assemblati in gruppi connessi in parallelo (o serie-parallelo) di 2 o più elementi ciascuno. Queste batterie vengono assemblate nei battery pack mediante giunzioni metalliche con una procedura di saldatura elettrica a 4 punti per ogni elettrodo. Allo scopo di ottenere un'elevata affidabilità del pack, le celle 18650 vengono selezionate e accoppiate con tolleranze molto strette, mentre per ottenere tempi di ricarica rapidi con un elevato grado di sicurezza, vengono inseriti nei pack alcuni sensori di temperatura tipo NTC connessi ai circuiti elettronici di controllo della corrente di ricarica. Inoltre per migliorare ulteriormente l'affidabilità della singola cella, sono stati sviluppati dei circuiti elettronici di protezione da integrare in serie al polo negativo degli elementi che compongono la batteria, questi circuiti controllano la massima corrente erogata, la minima tensione di scarica e la massima tensione di ricarica.

### Batterie per cellulari
Infine vanno citate per completezza le diffuse batterie ricaricabili per cellulari agli ioni polimeri di litio, di forma personalizzata, in quanto i produttori di cellulari cercano di assemblare una batteria quanto più grande possibile e il più sottile possibile, adattandola agli spazi disponibili del loro prodotto. La caratteristica principale è determinata da tre poli di contatto di cui due soltanto portano tensione, mentre quello centrale serve a testare lo stato di scarica, durante il funzionamento o lo stato di ricarica durante la ricarica. Tutte hanno tensione di 3,6 — 3,7 volt mentre la capacità ormai supera abbondantemente il migliaio di mAh per i cellulari più piccoli e arriva a più di 5000 mAh per quelli dal display più grande.

### Batterie ad alte correnti di scarica
Le già citate batterie LiPo (Polimeri di litio) hanno la caratteristica di poter erogare enormi correnti di scarica, potendo vantare una resistenza interna molto bassa. Questa caratteristica le rende estremamente utili in campi come il modellismo dinamico aereo, terrestre e navale, dove sono richieste elevate potenze specifiche con pesi e dimensioni ridotti e per brevi periodi. La capacità di scarica (C-Rate), indicata dalla lettera C, è solitamente pari a 20 volte la capacità nominale (20C) ma può arrivare anche a 130C per assorbimenti impulsivi e 60-70C per assorbimenti continui. Anche la velocità di ricarica è molto alta, potendo arrivare a caricare completamente una batteria in soli 6 minuti.